# Quick Pro Team
Quick Pro Team is een wielerploeg met een Estische die is opgericht in 2022 en sinds datzelfde jaar uitkomt in de continentale circuits van de UCI.

## Geschiedenis
Toen de ploeg in 2022 werd opgericht onder de naam Ferei Mongolia Development Team kwam deze direct uit op continentaal niveau. Er werden geen professionele overwinningen behaald. In 2023 werd de naam aangepast naar Ferei Mongolia Team en kwamen er naast Mongoolse renners een Chinese en een renner uit Hong Kong bij de ploeg rijden. In 2024 trok de ploeg een viertal Estische renners aan en één Fin. De Esten waren Gleb Karpenko, Martin Laas, Oskar Nisu en Mihkel Räim. De Fin Antti-Jussi Juntunen sloot zich eind maart aan bij de ploeg. Van deze vijf renners uit Noord-Europa zorgde Laas voor het merendeel van de overwinningen. In het jaar nadien werd de ploegnaam veranderd naar Quick Pro Team en nam de ploeg deel aan wedstrijden met een Estische licentie.

## Overwinningen
2024
4e etappe Ronde van Litouwen: Martin Laas
5e etappe Ronde van Litouwen: Martin Laas
2e etappe Ronde van Ijen: Martin Laas
3e etappe Ronde van Ijen: Oskar Nisu
1e etappe Trans-Himalaya Cycling Race: Martin Laas
2e etappe Ronde van Hainan: Martin Laas
3e etappe Ronde van het Poyangmeer: Martin Laas
8e etappe Ronde van het Poyangmeer: Martin Laas
9e etappe Ronde van het Poyangmeer: Martin Laas
1e etappe Ronde van het Taihu-meer: Martin Laas
3e etappe Ronde van het Taihu-meer: Martin Laas
2025
1e etappe Ronde van Litouwen: Martin Laas
3e etappe Ronde van Litouwen: Martin Laas
4e etappe Ronde van Litouwen: Martin Laas
Eindklassement Ronde van Litouwen: Martin Laas
Puntenklassement Ronde van Litouwen: Martin Laas
Ploegenklassement Ronde van Litouwen: (Karpenko, Laas, Lauk, Nisu, Räim)
4e etappe Ronde van Qinghai: Martin Laas
2e etappe Trans-Himalaya Cycling Race

### Nationale kampioenschappen
2022
 Mongools kampioen op de weg, beloften: Amartuvshin Battsengel
 Mongools kampioen tijdrijden, beloften: Amartuvshin Battsengel
2023
 Mongools kampioen tijdrijden, beloften: Amartuvshin Battsengel
2024
 Mongools kampioen op de weg, elite: Bilguunjargal Erdenebat